# ガール・ミーツ・ワールド
『ガール・ミーツ・ワールド』（原題：Girl Meets World）は、米ディズニーチャンネルで制作・放送されたシチュエーション・コメディである。2014年6月27日から2017年1月20日にかけて全72話が放送された。日本のディズニーチャンネルでは2015年1月3日より放送を開始し、Dlifeでも2016年1月23日より放送されている。
ABCのシットコム『ボーイ・ミーツ・ワールド』の続編で、同作の場面が回想シーンとして使用されているエピソードもある。

## ストーリー
『ボーイ・ミーツ・ワールド』のその後を描く物語。コーリーとトパンガは大人になり、ライリーとオーギーという子供が出来た。ライリーとその親友マヤを中心に、世界と触れ合いながら成長していく姿を描く。

## キャスト

### メインキャラクター
ライリー・マシューズ（Riley Matthews）演：ローワン・ブランチャード
声：大久保瑠美
主人公である中学生の女の子。なお、シーズン3では、高校生。
前作の主人公だったコーリー・マシューズとトパンガ・マシューズの娘。2001年12月8日生まれ。生まれも育ちもニューヨークの生粋のニューヨーカー。
父コーリーが歴史の教師をしているジョン・クィンシー・アダムズ中学校に通っている。
かなりの友達想いで、特にマヤとは大親友。マヤとは時には喧嘩をするものの、お互いの事をいつも考えている。自分の部屋にある窓のそばでマヤと話すのが大好き。
初めて地下鉄でルーカスと会ったときに一目惚れし、その後付き合い始めるが、何だか上手くいかなかったのですぐに別れ、それでもその後は友達としての関係を保っている。ファークルとは幼馴染で、若干迷惑がっている部分もあるが基本的には仲良し。
思春期の少女としては珍しく、家族愛が強い。コーリーとトパンガの事をきちんと尊敬しており、弟のオーギーが大好き。
マヤ・ハート（Maya Hart）
演：サブリナ・カーペンター
声：丸山有香
ライリーの大親友で、もう一人の主人公。
ケイティ・ハートとカーミットの一人娘だが、小さい頃に親が離婚し、母親のケイティも常に働いているのでライリーと一緒にいることが多い。そして不幸な家庭環境のせいか少々ネガティヴで、自分は何も才能がない、夢なんかどうせ叶わないと諦めかけていたが、常に前向きなライリーと共に過ごすことによって考え方も変わっていく。学校ではよくいる「悪い子」のように振舞っており、言動なども過激な一面があるが、ライリーなど友達の事になるととても優しく振る舞う。
ミドルネームはペネロピ。ジンジャーという名前のフェレットをペットにしている。スポーツと絵が得意。将来の夢はコーリーのような教師になること。
ライリーとは幼い時から大親友で、常に一緒にいる。いつもお互いの事を思いあい、困った時は互いに助け合っている。
ルーカスやファークルをしばしばからかっているが、基本的には良い友達。
マシューズ家のクリスマスパーティーで、ライリーの叔父であるジョシュに一目惚れし、その後も大学まで押しかけたりしたが、片思いの状態で終わったと思われていたが、シーズン3で友達以上恋人未満の関係になる。
ライリー、ルーカスと三角関係だった時期があったが、自分の中のライリーがルーカスを好きなのであって、自分は好きではなくなったため、ルーカスの背中を押す。
ショーンとは、育った家庭環境などが似ていることから意気投合し、ショーンとケイティに 結婚してもらいたいと思い始めている。
自分の父親であるカーミットに対しては、やはり彼がした事を許せないようで、微妙な関係である。

コーリー・マシューズ（Cory Matthews）演：ベン・サヴェージ
声：勝杏里
前作の主人公。ライリー・マシューズとオーギー・マシューズの父親で、トパンガの夫。シーズン1〜2まではライリーたちが通っている中学校の教師をしていたが、シーズン2の終わりのライリーたちの署名活動により、シーズン3では、ライリーたちが通う高校の教師になる。専門科目は歴史で、ライリーたちの担任でもある。
少年時代はイタズラ好きだったが、大人になってもそれは全く変わっていない様子（なおオーギーのガールフレンドのエヴァの母親が「男の子の方が成長が遅いのは科学的に証明されている」と発言している。）。それでも子供達思いで、自分の恩師であるフィーニー先生のような教え方をしたいと思っており、とても独創的な授業をしている。ちなみに本人曰く、彼の給料はとても少ないらしい。
恐ろしいほどに親バカで、ライリーの事が大好きすぎて、徹底的にくっついていく。ある日、ローラーコースターに乗れないと分かるととことん落ち込み、ライリーとルーカスが付き合い始めた時はパニック状態に陥った。
マヤとは何だかんだ長い付き合いで、悪い点を取った時にはちゃんと助けるっていうアメリカの先生にしては珍しいタイプ。ルーカスのことは良い生徒だと思っているが、それでもライリーと付き合うのは許せないようだ。
ファークルの父親であるスチュアートとは少年時代は犬猿の仲だったが、ファークルに対して冷たい態度を取ることはなく、他の生徒たちと平等に扱っている。
トパンガとは幼馴染で初恋でそのまま結婚して、今でも夫婦仲はとても良い。
ルーカス・フライアー（Lucas Frair）演：ペイトン・マイヤー/声：花倉洸幸
親の転勤によってテキサス州オースティンから引っ越してきた少年。
シリーズ初期ではかなり真面目な性格の常識人だったが、シーズン2からボケに回ることが増えてきた。テキサスにいた頃から体が大きく筋肉隆々だったが、羊に乗るというイベントに参加したもののすぐに落ちてしまい、恥をかいたこともある。家は農場で24頭の馬を飼っており、馬の出産にも立ち会ったことがある。
友達想いで、友達のためなら、何でもしてしまう。前の学校で友達を助けるために、暴力を振るってしまい、退学になったため、ライリーたちよりも、歳が1つ上である。
ニューヨークに移ってからはライリー、マヤ、ファークルら友達と仲良くやっている様子。
始めて地下鉄でライリーと会った時に互いに一目惚れし、その後付き合い始めるが友達のままでいるのが一番だという結論になりすぐに別れてしまう。
ライリー、マヤと三角関係でどちらも選べずにいたが、ライリーを選び、マヤが背中を押してくれた。
ファークル・ミンカス（Farkle Minkus）演：コーリー・フォーゲルマニス
声：松丸幸太郎
ライリーとマヤの友達の男の子。前作の登場人物であるスチュアート・ミンカス（演 - リー・ノリス）の息子。
勉強が大好きで頭もいいが、オタク気質な面がある。何か国語も話せるマルチリンガルで、英語のほかにスペイン語、フランス語、ドイツ語、オランダ語、そしてポルトガル語を話している場面がある。シリーズ初期では奇行が目立つことが多かった。
父スチュアートが大企業の社長というだけあって、家は裕福。しかし裕福故の悩みを抱えている一面もある。一時期は世界征服を夢見ていた。お気に入りの服はタートルネック。
幼い頃からライリーとマヤに片思いをしていて、付き合うという夢は叶いそうにないが何だかんだ良い友達で、互いに支えあっている。さらにルーカスとは、性格はだいぶ異なるものの大親友である。アインシュタインアカデミーのスマックルとは昔から良きライバルで、スマックルがファークルに好意を持っていることに対し最初は拒絶していたが、次第に打ち解け初め付き合い始めた。
なお本編には一切登場しないが、兄弟がいる。

### ライリーとコーリーの家族や親戚
トパンガ・マシューズ（Topanga Matthews）演：ダニエル・フィシェル/声：斎藤恵理
ライリー・マシューズとオーギー・マシューズの母親で、コーリーの妻。弁護士として働いているが、近所のスヴォルスキーさんのベーカリーの経営も引き継いで行っている。
とても子供思いの優しい母親で、ライリーやマヤにトラブルが起きた時は必死に助けようとする。そしてコーリーとは幼い頃から一緒にいて、たびたび喧嘩はするものの良い夫婦である。
マシューズ家の中では唯一といって良い常識人だが、食事中に踊りだすなどのお茶目な一面もある。
オーギー・マシューズ（Auggie Matthews）演：オーガスト・メイツロ/声：中田沙奈枝
コーリー・マシューズとトパンガ・マシューズの息子でライリー・マシューズの弟。小学校に通っており、そこで出会ったエヴァと恋に落ちて、結婚ごっこをした（トパンガに邪魔をされているが）。ミスター・グーグリーという人気テレビ番組のキャラクターが大好きで、よくぬいぐるみを持ち歩いている。フランス語が喋れ、オペラも歌える。
ライリーら家族とはとても仲が良く、いつも一緒に遊んでもらおうとしている。特にジョシュと仲が良く、クリスマスの時に肩車をしてもらった。親友になろうと家に友達のデューイを呼んだが、トパンガのせいでその夢は叶いそうにない。
ジョシュア・マシューズ(Joshua Matthews) 演：ユリアシェルトン
コーリーやエリックの弟で、ライリーとオーギーの叔父にあたる。あだ名はジョシュ。1999年生まれでニューヨーク大学に通っており、コーリーとは17歳、エリックとは実に21歳差である。そのため歳はライリーやマヤととても近い。
マヤが一目惚れした数少ない一人で、マヤから常にアタックされているが、本人は歳の差を理由に断り続けていたが、歳の差を気にしている自分が子どもだったと思い、今は、マヤと友達以上恋人未満の関係である。
エリック・マシューズ（Eric Matthews）
コーリー・マシューズの兄で、ライリーの叔父。恐ろしいほどに天然。良く言うとユニーク、悪く言うとバカ。しかし人々の問題を解決する能力はとても高く、それが買われてアメリカとカナダの間にあるマーヌケ・タウン(英語版ではSt. Upid Town)で市長をしており、その後、上院議員選挙に立候補し当選した。

### 前作からの登場人物
ジョージ・フィーニー
コーリーやトパンガ、ショーンの教師を中学校から大学まで務めた、コーリー達の恩師。登場回数こそ少ないものの、よくコーリーやトパンガの話に登場し、ライリー達も彼の事をよく知っている様子。
マシューズ家最寄りの地下鉄の駅に彼のポスターが飾ってある。
ショーン・パトリック・ハンター
コーリーの少年時代の親友。
ケイティと交際し、後に結婚。ケイティの娘マヤとも仲が良い。
ハーレー・ケイナー（Harley Keiner）
コーリーの同級生だった不良少年。いじめっ子としてコーリーをいじめていたものの、その後様々なことがあり最終的にコーリーの手助けによって学校の清掃員として働いている。
自らを「忍者」と名乗っており、周りからは見られないようにしながら清掃をするのが得意技。

### その他の登場人物
ケイティ・ハート（Katy Hart）
マヤの母親。女優の夢を志しているが、夫のカーミットと離婚して以降、女手ひとりでマヤを育てていかなければいけなくなり、ウエイトレスの仕事を常にしており、マヤとの時間を全く持てていなかったことが悩みだった。しかしスヴォルスキーさんの店をトパンガが譲り受けてからはそこで働いており、以前よりはマヤと過ごすことが出来ている。
コーリーの親友ショーンと交際した後、結婚する。
カーミット(Kermit)
マヤの父親で、ケイティの元夫。数年前にケイティと離婚をしてその後再婚し、その相手とも子供を産んだ。この事が原因でケイティは彼のことを憎んでおり、マヤも良い感情は持っていない。
イザドラ・スマックル（Isadora Smackle）
アインシュタインアカデミーに通っている女の子。ファークルとスペリング大会やディベート大会などで何度も争い、それがきっかけでファークルに恋をした。その後ライリーとマヤにイメチェンを依頼し、ライリーとマヤとも仲良くなった。シーズン2から、ルーカスを口説いている。

## 日本語版制作
- 翻訳：寺尾知寿子
- 演出：杉本理子
- 録音制作：ACクリエイト

## エピソード

### シーズン1
| #  | 邦題                     | 原題                             | 全米初放送日   |
| -- | ------------------------ | -------------------------------- | -------------- |
| 1  | 世界へ飛び出せ！         | Girl Meets World                 | 2014年6月27日  |
| 2  | 本当の親友               | Girl Meets Boy                   | 2014年7月11日  |
| 3  | ライバル登場？！         | Girl Meets Sneak Attack          | 2014年7月18日  |
| 4  | 親子の進化論             | Girl Meets Father                | 2014年7月25日  |
| 5  | 本当のやさしさ           | Girl Meets the Truth             | 2014年8月1日   |
| 6  | あたしは人気者           | Girl Meets Popular               | 2014年8月8日   |
| 7  | 目覚めた才能             | Girl Meets Maya's Mother         | 2014年8月15日  |
| 8  | 美しさの方程式           | Girl Meets Smackle               | 2014年9月12日  |
| 9  | 私たちの1961年           | Girl Meets 1961                  | 2014年9月19日  |
| 10 | 心をつなぐビジネス       | Girl Meets Crazy Hat             | 2014年9月26日  |
| 11 | ハロウィーンの３つのお話 | Girl Meets World: of Terror      | 2014年10月2日  |
| 12 | 忘れてはいけないこと     | Girl Meets the Forgotten         | 2014年10月10日 |
| 13 | 欠点の見つけ方           | Girl Meets Flaws                 | 2014年10月17日 |
| 14 | リーダーの条件           | Girl Meets Friendship            | 2014年11月21日 |
| 15 | お姉ちゃんという責任     | Girl Meets Brother               | 2014年11月28日 |
| 16 | 名コンビの復活           | Girl Meets Home for the Holidays | 2014年12月5日  |
| 17 | 人生というゲーム         | Girl Meets Game Night            | 2015年1月9日   |
| 18 | 新コンビ誕生             | Girl Meets Master Plan           | 2015年1月16日  |
| 19 | ファークルの選択         | Girl Meets Farkle's Choice       | 2015年2月6日   |
| 20 | 初めてのデート           | Girl Meets First Date            | 2015年3月27日  |

### スペシャル
| #  | 邦題                 | 原題                  | 全米初放送日  |
| -- | -------------------- | --------------------- | ------------- |
| 21 | 人のためは自分のため | Girl Meets Demolition | 2015年4月17日 |

### シーズン2
| #  | 邦題                           | 原題                                        | 全米初放送日   |
| -- | ------------------------------ | ------------------------------------------- | -------------- |
| 22 | 引き合う力                     | Girl Meets Gravity                          | 2015年5月11日  |
| 23 | キスとプレッシャー             | Girl Meets the New World                    | 2015年5月12日  |
| 24 | うまく生きるコツ？             | Girl Meets the Secret of Life               | 2015年5月13日  |
| 25 | 歴史が変わるとき               | Girl Meets Pluto                            | 2015年5月14日  |
| 26 | 親友だからこそ                 | Girl Meets Mr. Squirrels                    | 2015年5月15日  |
| 27 | ウソと良心                     | Girl Meets the Tell-Tale-Tot                | 2015年6月5日   |
| 28 | ルールなき居残り？             | Girl Meets Rules                            | 2015年6月12日  |
| 29 | 新しい未来への希望             | Girl Meets Hurricane                        | 2015年6月19日  |
| 30 | 子供にできること               | Girl Meets Mr. Squirrels Goes to Washington | 2015年7月10日  |
| 31 | ヒーローと正義                 | Girl Meets the New Teacher                  | 2015年7月17日  |
| 32 | 犯人は誰だ？                   | Girl Meets Fish                             | 2015年7月24日  |
| 33 | 自分の知らない自分             | Girl Meets Yearbook                         | 2015年8月7日   |
| 34 | 一緒にいるということ           | Girl Meets Semi-Formal                      | 2015年8月14日  |
| 35 | 芸術を守れ！                   | Girl Meets Creativity                       | 2015年8月21日  |
| 36 | みんなのファークル             | Girl Meets I Am Farkle                      | 2015年9月11日  |
| 37 | 地平線の向こうへ               | Girl Meets Cory and Topanga                 | 2015年9月18日  |
| 38 | 友情と成長                     | Girl Meets Rileytown                        | 2015年9月25日  |
| 39 | 今年のハロウィーンは・・・     | Girl Meets World of Terror 2                | 2015年10月2日  |
| 40 | １万回の失敗                   | Girl Meets Rah Rah                          | 2015年10月9日  |
| 41 | テキサスで見つけたもの パート1 | Girl Meets Texas: Part 1                    | 2015年10月16日 |
| 42 | テキサスで見つけたもの パート2 | Girl Meets Texas: Part 2                    | 2015年10月17日 |
| 43 | テキサスで見つけたもの パート3 | Girl Meets Texas: Part 3                    | 2015年10月18日 |
| 44 | 許すための努力                 | Girl Meets the Forgiveness Project          | 2015年11月6日  |
| 45 | 出会えた奇跡                   | Girl Meets Belief                           | 2015年11月13日 |
| 46 | 恋する心                       | Girl Meets the New Year                     | 2015年12月4日  |
| 47 | 無限の可能性                   | Girl Meets STEM                             | 2016年1月8日   |
| 48 | お金の本当の価値               | Girl Meets Money                            | 2016年1月22日  |
| 49 | カンニング裁判                 | Girl Meets Commonism                        | 2016年2月12日  |
| 50 | いつもの窓に集合！             | Girl Meets the Bay Window                   | 2016年2月19日  |
| 51 | これまでもこれからも           | Girl Meets Legacy                           | 2016年3月11日  |

### シーズン3
| #  | 邦題                       | 原題                                  | 全米初放送日   |
| -- | -------------------------- | ------------------------------------- | -------------- |
| 52 | 踊り場から見た世界 パート1 | Girl Meets High School: Part 1        | 2016年6月3日   |
| 53 | 踊り場から見た世界 パート2 | Girl Meets High School: Part 2        | 2016年6月5日   |
| 54 | 明日にも残るもの           | Girl Meets Jexica                     | 2016年6月10日  |
| 55 | 成績とライバル             | Girl Meets Permanent Record           | 2016年6月17日  |
| 56 | マヤの個性                 | Girl Meets Triangle                   | 2016年6月24日  |
| 57 | 自分探しの旅               | Girl Meets Upstate                    | 2016年7月8日   |
| 58 | マヤの中のマヤ             | Girl Meets True Maya                  | 2016年7月15日  |
| 59 | 三角形の結末 パート1       | Girl Meets Ski Lodge: Part 1          | 2016年7月22日  |
| 60 | 三角形の結末 パート2       | Girl Meets Ski Lodge: Part 2          | 2016年7月29日  |
| 61 | 幸せになる勇気             | Girl Meets I Do                       | 2016年8月12日  |
| 62 | 悪魔のささやき？           | Girl Meets Sassy Haltertop            | 2016年8月19日  |
| 63 | クマさんと思いやり         | Girl Meets Bear                       | 2016年8月26日  |
| 64 | それぞれのルーツ           | Girl Meets the Great Lady of New York | 2016年9月16日  |
| 65 | 思い通りの人生             | Girl Meets She Don't Like Me          | 2016年9月23日  |
| 66 | 本当に怖いハロウィーン     | Girl Meets World of Terror 3          | 2016年10月14日 |
| 67 | ライリーの権利             | Girl Meets Her Monster                | 2016年11月4日  |
| 68 | 親友のカタチ               | Girl Meets Hollyworld                 | 2016年11月18日 |
| 69 | クリスマス・マヤ           | Girl Meets a Christmas Maya           | 2016年12月2日  |
| 70 | ワールド・ミーツ・ガール   | World Meets Girl                      | 2017年1月6日   |
| 71 | 未来の私たち               | Girl Meets Sweet Sixteen              | 2017年1月13日  |
| 72 | さよならは言わない         | Girl Meets Goodbye                    | 2017年1月20日  |

## 受賞歴
| 年   | 賞                           | カテゴリ                              | ノミネート対象                           | 結果       | 参照  |
| ---- | ---------------------------- | ------------------------------------- | ---------------------------------------- | ---------- | ----- |
| 2014 | ティーン・チョイス・アワード | チョイス夏のテレビ番組                | ガール・ミーツ・ワールド                 | ノミネート | [ 5 ] |
| 2015 | 全米脚本家組合賞             | 子供向け台本 - エピソードとスペシャル | 「私たちの1961年」脚本マシュー・ネルソン | ノミネート | [ 6 ] |
| 2015 | ティーン・チョイス・アワード | チョイスTV番組: コメディ              | ガール・ミーツ・ワールド                 | ノミネート | [ 7 ] |
| 2015 | プライムタイム・エミー賞     | 子供番組賞                            | ガール・ミーツ・ワールド                 | ノミネート | [ 8 ] |